# دهاتی‌های خوش‌شانس
دهاتی‌های خوش‌شانس (به هندی: Malamaal Weekly) فیلمی محصول سال ۲۰۰۶ و به کارگردانی پریادارشان است. در این فیلم بازیگرانی همچون ریتیش دشموک، اوم پوری، پارش راوال، ریما سن، سودها چاندران، راجپال یاداو، شاکتی کاپور، ارباز خان، آسرانی، راکهی ساوانت ایفای نقش کرده‌اند.